# Аль-Баян аль-Магриб
«Дивовижне повідомлення» (араб. البيان المغرب, al-Bayān al-Mughrib) — арабський середньовічний трактат-хроніка, присвячений історії Магрибу та мусульманської Іспанії (Андалусії) VII — XIII ст.  Написаний близько 1312 року (712 року за ісламським календарем) в Марракеші, Марокко. Автор — марракеський історик ібн Ідарі. Створений як компіляція джерел, що не дійшли до нас. Поділяється на три частини: (1) історія Магрибу VII — XII ст., (2) історія Андалусії того ж періоду, (3) історія Альморавідів і Альмохадів. Дійшов фрагментарно, у пізніших списках. Уривки третьої частини були знайдені в ХХ ст. Перші дві частини арабською мовою були опубліковані нідерландським сходознавцем Рейнхартом Дозі у 1848—1851 роках. Друге виправлення видання цих частин надрукував у 1948 році Еварист Леві-Провансаль. Існує декілька перекладів твору на іспанську мову, серед яких найуживаніших є версія Амбросіо Уїсі Міранди. Повне арабське видання, що включає усі три частини, вийшло 1983 року в Бейруті за редакції Іхсана Аббаса. Цінне першоджерело з історії середньовічного Марокко, Алжиру, Іспанії, Португалії та інших країн Західного Середземномор'я. В історіографії вважається одним із достовірних.

## Назва
- Повідомлення / аль-Баян (араб. البيان, al-Bayān) — коротка назва.
- Дивовижне повідомлення / аль-Баян аль-Магриб (араб. البيان المغرب, al-Bayān al-Mughrib) — коротка назва.
- Дивовижне повідомлення з історіями про королів Андалусії і Магрибу (араб. البيان المغرب في اختصار أخبار ملوك الأندلس والمغرب, al-Bayān al-Mugrib fi [ijtiṣār] ajbār mulūk al-Andalus wa l-Magrib) — повна назва

## Списки
- Лейденський рукопис № 67 — список, що був знайдений у Лейдені. Перший з усіх, який стали відомі науковцям. Вивчений у 1840-х рр. і опублікований у видавництві Brill під керівництвом Р. Дозі[1]. Містить неповну інформацію з першої і другої частин книги. Виклад доведено до 997 року (387 за мусульманським календарем).
- Марокканський список — знайдений 1930 року Е. Леві-Провансалем у приватній бібліотеці в Марокко. Містить інформацію першої і другої частин книги. Виклад доведено до 1068 року (460 за мусульманським календарем)[2].

## Структура
- І частина: історія Північної Африки від VII ст до 14 грудня 1205/13 січня 1206 року (602 року за ісламським календарем), коли Альмохади захопили аль-Махдію[1] .
- ІІ частина: історія мусульманської Іспанії (аль-Андалуса).
- ІІІ частина: історія Альмохадів й Альморавідів.

## Видання
- Dozy, P. Histoire de l'Afrique et de l'Espagne, intitulée al-Bayano'l-Mogrib, et fragments de la Chronique d'Aríb (de Cordoue). Le tout publié pour la Première fois, précédé d'une introduction et accompagné de notes et d'un glossaire: in 2 v. Leyde: Brill, 1848, Vol. 1; 1851, Vol. 2.
- Al-Bayān al-Mugrib. Tome troisième. Histoire de l’Espagne Musulmane au XIème siècle. Texte Arabe publié par la première fois d’après un manuscrit de Fès, ed. E. Lévi-Provençal, Paris, Paul Geuthner, 1930.

## Переклади
англійською
- Corpus of early Arabic sources for West African history de N. Levtzion y J.F.P. Hopkins,, Cambridge University Press, 1981.

арабською
- ibn Athari, Abu al-Abbas. Kitāb al-bayān al-mughrib fī akhbār al-Andalus wa-al-Maghrib. Tunis: Dār al-Gharb al-Islāmī, 2013.

іспанською
- Colección de crónicas árabes de la Reconquista de A. Huici Miranda, vols. 2 y 3, Tetuán, 1953—1954.
- Al-Bayán al-Mugrib. Nuevos fragmentos almorávides y almohades. De A. Huici Miranda, Anubar Ediciones, Valencia, 1963.
- Ibn Idārī. Al-Bayan al-Mugrib. Parte del texto, en concreto la tercera, traducido como La caída del Califato de Córdoba y los Reyes de Taifas estudio, traducción y notas de Felipe Maíllo Salgado. Universidad de Salamanca, 1993.

московською
- Древние и средневековые источники по этнографии и истории Африки южнее Сахары, Том 4. Арабские источники XIII-XIV вв. М. Восточная литература. 2002 [Архівовано 4 березня 2020 у Wayback Machine.]